# Unión Eléctrica
Unión Eléctrica, nota anche attraverso l'acronimo UNE, è un'impresa statale cubana, controllata dal Ministero dell'energia e delle miniere, che produce, trasmette, distribuisce e commercia energia elettrica attraverso il sistema elettrico nazionale cubano.

## Storia
Nel 1960 fu completata la nazionalizzazione dell'azienda statunitense Compañía Cubana de Electricidad e di altre aziende private proprietarie di zuccherifici. Nel 1977 fu fondata l'azienda statale Unión Eléctrica.

## Attività
L'azienda gestisce le seguenti centrali elettriche:
- centrale termoelettrica 10 ottobre (Nuevitas)[4]
- centrale termoelettrica Antonio Guiteras (Matanzas)[5]
- centrale termoelettrica Antonio Maceo (Santiago di Cuba)[6]
- centrale termoelettrica Carlos Manuel de Céspedes (Cienfuegos)[7]
- centrale termoelettrica Ernesto Guevara de la Serna (Santa Cruz del Norte)[8]
- centrale termoelettrica Lidio Ramón Pérez (Mayarí)[9]
- centrale termoelettrica Máximo Gómez (Mariel)[10]